# A・W・ティリングハースト
アルバート・ウォーレン・「ティリー」・ティリングハースト（Albert Warren "Tillie" Tillinghast 1876年5月7日 - 1942年5月19日）はアメリカ人建築家でゴルフコース設計者。ゴルフ史上最も多作な設計家の一人であり、265以上のコース設計に携わった。2015年に世界ゴルフ殿堂入りした。 

## 生涯
1874年、ペンシルベニア州フィラデルフィアでゴム製品を扱う会社のオーナーであったベンジャミン・コリンズ・ティリングハーストの息子として生まれた。妻リリアンとカリフォルニア州ビバリーヒルズで暮らし、1942年にオハイオ州トレドの娘の家で死んだ。 彼にはエルシー・メイ・ティリングハースト・ブラウン（Elsie May Tillinghast Brown、1898年–1974年）ら2人の娘がいた。 

## 業績
ティリングハーストが設計したコースでは、多数のプロゴルフメジャー大会が開催されている。1927年と1949年の PGA選手権は、それぞれシーダークレストパークとエルミタージュカントリークラブで開催された。 2005年および2016年の PGA選手権は、バルタスロールゴルフクラブで開催されたが、このバルタスロールでは総計7回の全米オープンが開催されている。ウィングドフットゴルフクラブでは2006年の全米オープンが開催された。さらに、リッジウッドカントリークラブもティリングハーストが設計したものであり、1935年のライダーカップはここで開催された。トロントのスケアボローゴルフアンドカントリークラブでは都合4回のカナディアンオープンが行われた。1916年から1959年までテキサスオープンが開催されたムニシパルゴルフコース（現在の名称はブラッケンリッジパークゴルフコース）もティリングハーストの設計によるもので、同様に1960年から1994年にかけて24回のテキサスオープンが開催されたサンアントニオのオークヒルズカントリークラブもティリングハーストにより設計されている。 
ニューヨーク州ウェストチェスター郡だけでも、ティリングハーストが設計した中でも特に著名なコースが 16 ある。スカーズデールのフェンウェイゴルフクラブ、ニューロシェルのウィカギルカントリークラブ、パーチェスのオールドオークスカントリークラブ、スカーズデールのクェーカーリッジゴルフクラブ、ハーツデールのスカーズデールゴルフクラブ（バックナインのみティリングハーストが設計）、ブライアークリフマナーのブライアーホールゴルフアンドカントリークラブ（現在はトランプナショナルゴルフクラブ）とスリーピーホロウカントリークラブ、ママロネックのウィングドフットゴルフクラブ（イーストおよびウェストコース）が挙げられる。他にも、1920年にロックランド郡でパラマウント映画創立者のアドルフ・ズーコルのためだけに建設されたゴルフコース（現在はパラマウントカントリークラブ）の設計もティリングハーストによるものである。さらに、パーチェスにあるセンチュリーカントリークラブのゴルフ場を含んだ複合施設の一部も設計者に名を連ねてはいないがティリングハーストが設計に参画している。 

### メジャー大会成績
ティリングハーストはプレーヤーとしていくつかのメジャー大会にも出場している： 
| トーナメント | 1902 | 1903 | 1904 | 1905 | 1906 | 1907 | 1908 | 1909 | 1910 | 1911 | 1912 |
| ------------ | ---- | ---- | ---- | ---- | ---- | ---- | ---- | ---- | ---- | ---- | ---- |
| 全米オープン | DNP  | DNP  | DNP  | DNP  | DNP  | WD   | DNP  | DNP  | 25   | DNP  | DNP  |
| 全米アマ     | WD   | R32  | R32  | DNQ  | DNQ  | DNP  | DNP  | R32  | DNQ  | DNP  | R32  |

DNP =不参加 
 WD =途中棄権 
 T はタイ順位 
 DNQ =予選落ち 
 R256、R128、R64、R32、R16、QF、SF =マッチプレーで敗退したラウンド

### レガシー
彼は2015年に世界ゴルフ殿堂入りし、「生涯功績部門で世界ゴルフ殿堂入りした6人目の建築家」となった。 